# Félix Lebuhotel
Félix Lebuhotel, né le 21 juillet 1932 à Saint-Joseph (Manche), mort le 4 novembre 2008 à Saint-Brieuc (Côtes-d'Armor) est un coureur cycliste français.

## Biographie
Il commence sa carrière comme amateur en 1955, se faisant remarquer dès 1957 en remportant le Maillot des As, alors véritable championnat de Normandie par points, patronné par le quotidien Paris Normandie.
Il passe professionnel en 1958 et rejoint l'équipe Mercier, remportant d'entrée plusieurs critériums, notamment en Bretagne. C'est dans le Tour de France, auquel il participe à trois reprises, qu'il met le plus en valeur ses qualités d'endurance, de courage et d'abnégation au service de son équipe. Un équipier modèle, en quelque sorte et apprécié comme tel. Il termine 46e en 1959 et 40e en 1960 (abandon sur blessure en 1961). Il s'illustre notamment en menant une très longue échappée solitaire, avant d'être rejoint quelques kilomètres avant l'arrivée. Au total, Félix Lebuhotel se classe à cinq reprises dans les dix premiers d'une étape, dont une fois deuxième en 1960.
Félix Lehuhotel renonce au professionnalisme en 1962 et rejoint la catégorie des indépendants (1963), puis celle des amateurs (1966). Il met fin à sa carrière en 1967.
Il se retire en Bretagne, d'abord à Landivisiau, puis à Ploufragan.

## Palmarès et résultats

### Palmarès par année
- 1955
  - Champion de la Manche sur route
  - Circuit des Trois Provinces :
    - Classement général
    - Contre-la-montre

  - 2e du Grand Prix de l'Équipe et du CV 19e
- 1957
  - Maillot des As
  - 2eb étape du Grand Prix de Louvigné-du-Désert
  - 2e du Grand Prix Michel-Lair
  - 2e du Grand Prix de Louvigné-du-Désert
- 1958
  - 3e de la Semaine bretonne
- 1959
  - 3e du Grand Prix de Plouay
  - 3e du Circuit du Finistère
- 1966
  - Tour du Loir-et-Cher

### Résultats dans le Tour de France
3 participations
- 1959 : 46e
- 1960 : 40e
- 1961 : abandon (8e étape)